# Maria Mindhammar
Maria Barbro Mindhammar, tidigare Johansson, född 6 februari 1963 i Härlanda församling, Göteborgs och Bohus län, är en svensk jurist och ämbetsman. Sedan 2023 är hon generaldirektör för Migrationsverket.

## Biografi
Maria Mindhammar har en juris kandidatexamen från Lunds universitet samt en företags- och förvaltningsjuridisk examen från Göteborgs universitet, båda från 1987. Hon var efter tingsmeritering anställd på Hovrätten för Västra Sverige 1990–1996, varav som hovrättsassessor från 1995. Därefter har hon tjänstgjort inom Skolverket 1995–2006, Kronofogdemyndigheten 2006–2014 och Skatteverket 2014–2017. Hon blev överdirektör på Arbetsförmedlingen 2017 och generaldirektör där i december 2019. 2023 utsågs hon till generaldirektör för Migrationsverket från 18 september 2023.